# Иегова
Иегова — в христианской культуре прочтение тетраграмматона, слова из четырёх согласных יהוה‬, которым записывается табуированное в иудейской традиции имя Бога. Однако общепринятая научная реконструкция прочтения тетраграмматона — Яхве.
Начиная с VI—IX веков в Танахе используется система обозначающих гласные звуки текстовых знаков, разработанная масоретами Тверии. Масореты сделали огласовку тетраграмматона как в слове Адонай, которым принято заменять запретное имя Бога при чтении и произнесении, в результате чего под первой согласной (йуд) было помещено краткое «э» (шва) — יְהוָֹה‬. Слово Иегова возникло при буквальном прочтении получившейся комбинации.
В православной Библии Иегова встречается в стихе Исх. 3:14. В католической Библии короля Якова Jehovah присутствует в стихах Исх. 3:16 и 6:3. На русском языке принято ставить ударение Иего́ва, но на греческом языке и на дореформенном русском явно указывалось ударение на последний слог Iегова́ и Ιεχωβά.

## Произношение
Уильям Смит в своём «Библейском словаре» 1863 года подводит итог сложившейся к тому времени полемики между сторонниками и противниками произношения «Jehovah». Отмечая, что исходная огласовка была утрачена, Смит считает маловероятным, что имя Бога в древности произносили как Jehovah, однако продолжает пользоваться этим вариантом из-за его большей узнаваемости в англоязычной среде. Анализируя другие огласовки, как наиболее близкое к древнему оригиналу Смит оценивает произношение Yahăveh. Этот вариант похож на «Яхве» гласными, а на «Иегова» — количеством слогов.
Теолог Джордж У. Бьюкенен согласен с тем, что огласовка должна быть трёхслоговой. По его мнению, Yehowah является корректным произношением тетраграмматона. Это ясно, считает исследователь, из произношения личных имён Ветхого Завета, поэзии, арамейских документов V века н. э., а также греческих переводов имени Бога в Свитках Мёртвого моря и у отцов Церкви.
Археологи Джеффри Спир и Рой Котански высказывают мнение, что хотя большинство учёных считает произношение Jehovah поздней (около 1100 н. э.) гибридной формой, полученной путём комбинирования согласных тетраграмматона и гласных слова «Адонай», многие семитские и греческие тексты по магии указывают на то, что возникновение обоих вариантов написания имени Бога — как «Yehovah», так и «Yahweh» — относится к более ранним периодам истории.
Известный антиковед и востоковед Илья Шифман писал:

Когда в середине I тысячелетия н. э. хранители иудейской ветхозаветной традиции изобрели специальные знаки для обозначения гласных, они к согласным имени Яхве присоединили гласные от слова Адонай. Тем самым они сигнализировали, что следует читать не Яхве, но Адонай. В результате получилось никогда в действительности не существовавшее и не читавшееся Иехова (в традиционном написании: Иегова).
Историк и лингвист И. М. Дьяконов поддерживает версию, что произношение древнееврейского имени божества Jhwh как «Иегова» — ошибочно, и возникло в результате условной огласовки масоретами тетраграмматона, как iəhoua, а предположительно правильным произношением является iahua, то есть «Яхве».

## Употребление в различных переводах Библии

### Ветхий Завет / Танах
В Ветхом Завете / Танахе на языке оригинала имя Бога передавалось через тетраграмматон. В древнегреческом тексте рукописей Септуагинты тетраграмматон переведён словом Κύριος («Господь») либо словом Θεός («Бог»). В сирийском тексте рукописей Пешитта тетраграмматон переведён словом ܡܪܝܐ («Господь»). В латинском тексте Вульгаты тетраграмматон переведён словом Dominus («Господь»).
Согласно Еврейской энциклопедии (Jewish Encyclopedia), в наиболее ранних манускриптах Септуагинты тетраграмматон передавался еврейскими буквами. В своём списке обнаруженных к 2004 году фрагментов еврейских Писаний на древнегреческом языке Роберт Крафт отметил около десяти манускриптов (включая древнейший папирус Фуада 266) как содержащие тетраграмматон. Ориген (II—III вв. н. э.), автор Гексаплы, считал, что в «более точных» копиях Септуагинты имя Бога записывалось палеоеврейским алфавитом. Похожие утверждения встречаются у Иеронима (IV—V вв.), автора (переводчика на латинский язык) Вульгаты, который писал, что продолжает встречать тетраграмматон в некоторых греческих манускриптах. Альберт Питерсма предполагает, что перевод Септуагинты был сделан сразу с использованием слова «Κύριος», и изначально тетраграмматона в Септуагинте не было, а его появление является результатом гебраизации последующих копий. Мартин Хенгель, описывая адаптацию Септуагинты христианами, указывает на то, что тетраграмматон, как правило, в рукописях еврейского происхождения оставался, а христианскими переписчиками был заменён на «Κύριος», что, по мнению исследователя, стало отличительным признаком христианских рукописей Септуагинты уже в I веке.
Первые варианты фонетической передачи произношения тетраграмматона на латинском языке, близкие к имени «Иегова», появились в XIII веке, каталонский монах-гебраист Раймунд Мартин написал работу «Pugio fidei» в 1270 году, в которой сделал транслитерацию тетраграмматона на латынь. Работа была в рукописном виде (в то время не было печати — речь идёт о небольшом количестве рукописных копий) и не получила широкого распространения, рукопись была найдена и напечатана лишь в XVII веке. Появление транслитерации тетраграмматона в различных переводах Библии, сделанных переводчиками-христианами, в большой степени связано с деятельностью Иоганна Рейхлина. Этот немецкий гебраист первым предложил изучать еврейские тексты для лучшего понимания Библии и сделать перевод Библии с еврейского текста. Сам он занимался изучением Каббалы и написал трактат: «De verbo mirifico» (1494 год), посвящённый тетраграмматону; этому наименованию Рейхлин уделяет огромное внимание и называет его «несравненное наименование, не изобретённое людьми, а дарованное им Богом». В своем сочинении Рейхлин транслитерировал тетраграмматон на латынь как «YHVH» и как «IHUH». В дальнейшем последователи Иоганна Рейхлина решили не довольствоваться Вульгатой и Септуагинтой, а перевести Библию с масоретской редакции. Через 300—400 лет после Раймунда Мартина имя «Иегова» («Iehouáh», «Iehovah», «Jehovah») уже использовалось в новых (на то время) переводах Библии, сделанных протестантами. В частности, его можно обнаружить в «Женевской Библии» (1560 год), в «Брестской Библии» (1563 год), в «Несвижской Библии» (1572 год) и в «Библии короля Якова» (1611 год).
«Буквальный перевод Янга» («Young’s Literal Translation»), в издании 1898 г. использует форму «Jehovah» 5787 раз, например 11 раз в Книге Бытия (Быт. 2). В предыдущих изданиях перевода, вместо личного имени Бога, имевшегося в оригинале на еврейском языке, использовался титул «Lord».
В 1901 году в США вышла обновлённая редакция Библии короля Якова. Одним из отличий этого издания, получившего известность как Американский стандартный перевод, стало повсеместное использование слова «Jehovah» вместо «Lord» («Господь») для передачи тетраграмматона в Ветхом Завете. Переводчики объяснили замену следующим образом: «иудейский предрассудок, согласно которому имя Бога слишком свято, чтобы его произносить, более не должен оказывать влияние на английский или любой другой перевод Ветхого Завета […] Этому имени, с его богатством духовных ассоциаций, теперь возвращена в священном тексте та подобающая роль, на которую оно имеет неоспоримое право».
Решение переводчиков было одобрено профессором Принстонской богословской семинарии, Бенджамином Уорфилдом. В 1902 году в своём обзоре Американского стандартного перевода Библии он выразил непонимание в связи с существованием разногласий по вопросу использования имени «Иегова»: «Это собственное имя Господа, и Он пожелал, чтобы Его народ знал Его под этим именем: потеря от превращения имени в описательный титул нам представляется огромной».
В настоящее время имя «Иегова» употребляется в некоторых переводах Библии как на русском, так и на других языках.
Впервые имя Иегова появляется в библейском переводе на русском языке во второй четверти XVIII века — Амвросий Зертис-Каменский в переводе Псалтыри («Псалтирь у еврей нарицаемая книга песней») в Псалме 1:2 делает сноску к слову «Божiем» и пишет в примечании: «В Еврейском означается сие слово чрез Егова, и для того здесь и везде в Псалтире большими буквами оное в переводе, для различия изображено».
В самом начале XIX в. (1806 г.) Михаил Фотинский использовал имя Егова для передачи тетраграмматона в переводе двух глав книги Бытие, Псалтири, книги Песнь песней, а также книг пророков Ионы и Малахии. При этом он поясняет: «Перьвѣйшее, собственнѣйше имя Божие ЕГОВА оставилъ я безъ переводу и болшими буквами».
В изданном в 1876 году Синодальном переводе Библии — в русском переводе, сделанном с масоретской редакции Танаха (Ветхого Завета) в Русской Православной Церкви, имя «Иегова» появляется девять раз — все в Ветхом Завете: (Бытие 22:14; Исход 3:14 (в некоторых изданиях); Исход 6:3 (в сноске к слову «Господь»); 15:3; 17:15; 33:19; 34:5; Судей 6:24; Осия 12:5).
В сделанном ранее переводе архимандрита Макария имя «Иегова» используется гораздо чаще. В свою очередь, архимандрит Макарий следовал традициям профессора еврейского языка Герасима Петровича Павского, который сделал перевод почти всех 39 канонических книг Ветхого Завета и тоже использовал при этом имя «Иегова».
В XIX веке Митрополит Филарет (Дроздов), используя еврейский масоретский текст, перевёл библейскую книгу Бытие, в которой последовательно использовал имя «Иегова» («Іегова») в стихах, где встречается тетраграмматон (יהוה).

### Новый Завет
Имя «Иегова» (или «Яхве») в дошедших до нас рукописях Нового Завета, на языке оригинала — древнегреческом, не употребляется, а тетраграмматон, цитируемый из Ветхого Завета в Новом Завете, например 109-й псалом, передаётся словом «Κύριος» («Господь») либо словом «Θεός» («Бог»). Авторы Нового Завета, цитируя Танах (Ветхий Завет), пользовались текстом Септуагинты. Не обнаружено ни одной древней рукописи Нового Завета на древнегреческом языке, где встречается тетраграмматон или транслитерация этого слова, фонетически близкое к имени «Иегова» или «Яхве».
Имя Иегова в сокращённой форме встречается в Новом Завете в слове Аллилуйя: הַלְלוּיָהּ‎ халелу Йах — букв. Хвалите Йах (Яхве), а также во многих именах собственных персонажей «Нового Завета»: Заха́рия (זְכַרְיָה‎ — «помнящий Яхве»), Иисус (Иешу́а, краткая форма имени יהושע‎ (Ехошу́а), имя состоит из двух корней — «Яхве» и «спасение».
Не обнаружено ни одной молитвы, ни одного сочинения в христианских рукописях с I по X век, где употребляется имя «Иегова» или «Яхве», или фонетически близкая форма тетраграмматона как имя Бога у христиан. Упоминания имени Бога у христианских писателей связано только с описанием нравов и обычаев иудаизма (смотрите раздел выше: «Древнегреческие писатели о тетраграмматоне» в данной статье).
В 1574 году антитринарий социнианин Симон Будный (автор перевода Несвижской Библии) при издании Нового Завета употребил несколько раз в тексте слово «Jehowah» — «Иегова», считая, что в какой-то момент времени текст Нового Завета был искажён неизвестными лицами.
Позднее, начиная с XIX века, имя «Иегова» появлялось в некоторых переводах Нового Завета на еврейский (иврит), а также на африканские, азиатские, американские и европейские языки. В переводах Нового Завета, сделанных в XIX и XX веках на семи тихоокеанских языках, имя «Иегова» встречается в 72-х стихах. В подстрочном переводе Эмфэтик Дайаглот, изданном в 1864 году, имя «Иегова» в Новом Завете встречается 18 раз.
Уже в XX веке начинание Симона Будного будет активно поддержано свидетелями Иеговы. В 1961 году свидетелями Иеговы на английском языке был издан перевод Библии «Священное Писание — Перевод нового мира», который они чаще всего используют в своей религиозной деятельности. В этом переводе имя «Иегова» встречается 7210 раз: 6973 раза в Ветхом Завете и 237 раз в Новом Завете. Свидетели Иеговы считают, что ими было восстановлено употребление личного имени Бога во всех местах, где оно, по их мнению, присутствовало или должно было присутствовать в оригинале. На русском языке «Перевод нового мира» вышел в 2001 году (Новый Завет) и 2007 году (Ветхий Завет).
Православные и католические богословы считают практику употребления имени «Иегова» в тексте Нового Завета необоснованной, поскольку имя «Иегова» отсутствует во всех известных древних рукописях Нового Завета на языке оригинала (на койне). Кроме того, нет никаких упоминаний этого имени во всех документах по истории раннего христианства — как христианского, так и языческого или иудейского происхождения.
Профессор религии и иврита Джордж Ховард (англ. George Howard) из Университета штата Джорджия (США) опубликовал в 1977 году работу, в которой изложил гипотезу о том, как тетраграмматон мог использоваться при написании первоначальных текстов Нового Завета. Согласно его теории, имя Бога «YHWH» появлялось в христианских рукописях в тех местах, которые содержали или цитаты из Ветхого Завета, или отсылки к нему. Впоследствии тетраграмматон, по предположению Ховарда, был заменён словом Κύριος, что затрудняло принявшим христианство язычникам понимание взаимосвязи между «Господом Богом» («YHWH Elohim») и «Господом Иисусом» («Κύριος Ἰησοῦς»). Однако нет никаких документально-исторических свидетельств в подтверждение этой гипотезы; как нет и свидетельств того, что гипотетическая теория Ховарда была воспринята научным сообществом. В 1992 году работа с ничем не подтверждённой гипотезой Ховарда была опубликована повторно.

## Имя в религиозной практике

### Католическая церковь
В современной практике Католической церкви употребление имени Бога «Яхве» на церковных богослужениях недопустимо. Об этом сообщалось в официальном письме ватиканской конгрегации богослужения и дисциплины таинств, которое было направлено всему епископату Католической церкви. В этом письме от 29 июня 2008 года выражается недовольство тем, что, несмотря на все предписания, «в последние годы появилась тенденция произносить личное имя Бога Израиля, известное как священный тетраграмматон, или четыре согласные буквы еврейского алфавита יהוה (ЙХВХ)». В письме отмечается, что Божье имя передавали по-разному, например как «Яхве», «Яхве́», «Яве» и так далее. Тем не менее, Ватикан намерен вернуться к замене тетраграмматона на титул «Господь». Более того, Божье имя «ЙХВХ нельзя будет употреблять или произносить» в песнопениях и молитвах на католических богослужениях. В старых редакциях Вульгаты, официального латинского перевода Католической церкви, в нескольких стихах встречалось имя Яхве, в принятой в настоящее время редакции, известной как Новая Вульгата, во всех этих случаях Яхве заменено на Господь.
Наиболее древний дошедший до наших дней экземпляр Вульгаты датируется примерно 410/420 годом — Сант-Галленский кодекс (Codex Sangallensis)(Sangall.,1395, p. 327). По предположению Элиаса Эйвери Лоуи (1879—1969 г.) данный кодекс был переписан в Вероне ещё при жизни Иеронима. На странице кодекса № 327 фрагмента Евангелия от Иоанна (Ин. 16:30-17:8) в левом верхнем углу первой и второй строк мы читаем следующие слова: «in hoc credimus quia a D[e]õ existi» (дословно: «в сие веруем, ибо ты от Бога исшёл»). Второй фрагмент (Ин 17:3) — в правом верхнем углу того же листа: «… aeterna, ut cognoscant te solum verum D[eu]m et» («… вечная, да знают Тебя, единого истинного Бога, и…»). Впрочем, выражение «a D[e]õ» («от Бога»), и слово «D[eu]m» («Бога»), встречающихся в данном кодексе, не подтверждает допущение, что в наиболее древних вариантах латинского перевода Нового Завета вместо слова «Бог» употреблялось имя Яхве.

### Православная церковь
Русская православная церковь придерживается традиции, характерной ещё для первых веков христианства, согласно которой тетраграмматон в Ветхом Завете передавался в переводе словом «Господь». Это слово рассматривается как полный аналог имени Бога, которое ранее на письме передавалось через тетраграмматон. История этой традиции восходит ко временам иудаизма времен Второго Храма. Поскольку в Храме читалось «Адонай» («Господь»), то, по утверждению Афанасия Гумерова, семьдесят два иудейских толковника при переводе на греческий язык на месте тетраграмматона поставили «Κύριος» («Господь»). Согласно этой традиции и сегодня имя Божье произносится как «Господь».
В культурах, принадлежащих общности Slavia Orthodoxa, запрета на произношение собственного имени Бога не было, поэтому в трудах православных богословов нередко можно было встретить разные варианты огласовки тетраграмматона. Например, в Изборнике Святослава 1073 г. имя Бога впервые встречается в славянском тексте в форме Иаве. Имя Бога в транскрибированной форме встречалось и в других ранних переводных произведениях, например, в «Хронике Георгия Амартола». В форме ІАѠ оно встречается в трудах святителя Дмитрия Ростовского и в переводах Псалтыри Максима Грека. Лаврентий Зизаний использует вариант Еговагъ (в некоторых изданиях — Егованъ) в Большом катехизисе (1627 г.). Форма Егова появляется в Южнорусском православном катехизисе 1600 года. Именно её использует Амвросий Зертис-Каменский (вторая четверть XVIII в.) в своём переводе Псалтыри (в примечании к Пс. 1:2) и Михаил Фотинский (1806) в переводе нескольких библейских книг. Платон Левшин в своём Катехизисе (1751) использует фору Iегова. Братья Лихуды в стихотворном панегирике Петру I используют имя Бога в форме Iеова: «Но, о Элоим, Иеова царю царствующых, Адонаи, Саваоф и силный творче всех сущых».
В 1905 году епископ Феофан (Быстров) защитил магистерскую диссертацию «Тетраграмма или Ветхозаветное Божественное имя יהוה», в которой убедительным образом, на основании цитат из работ древних авторов (с I века до н. э. — по V век), доказал, что произношение «Иегова» неподлинное. Проанализировав древнегреческие, латинские и тексты на идише Феофан пришёл к выводу, что יהוה произносился как нем. Jahveh (русская транскрипция — Иа(х)ве(х) или Иа: ве:), от чего и произошла греческая транслитерация этого слова: др.-греч. Ἰαβέ, Иаве́. После защиты этой диссертации Феофан был возведён в звание экстраординарного профессора и утверждён в должности инспектора Санкт-Петербургской духовной академии.

### Свидетели Иеговы
В представлении свидетелей Иеговы наименования «Создатель» или «Господь» лишь титулы, а обращаться к Богу важно по его собственному имени «Иегова». Благодаря использованию имени взаимоотношения между Богом и человеком приобретают более личный характер. В литературе Свидетелей Иеговы не делается попыток восстановить аутентичное произношение тетраграмматона. Согласно вероучениям Свидетелей Иеговы, Иегова является «единым истинным» Богом, создателем Небес и Земли, Отцом Иисуса Христа, и действует исходя из любви и справедливости.

### Другие религии
Имя «Егова» («Ѣгова» — старорусский вариант имени) используется приверженцами основанного в 1840-х годах Николаем Ильиным религиозного объединения, называющегося себя «еговистами».
Вероучение мормонов относит имя «Иегова» к Иисусу Христу во время его дочеловеческого существования. Апологет мормонизма и египтолог Джон Джи писал в 2004 г., что текущий консенсус о произношении тетраграмматона (как Яхве) является неубедительным, точную же огласовку можно получить лишь сопоставив масоретские, аккадские и греческие тексты.
Униаты включили молитву с перечислением имён Бога, включая имя Егова, в Требники 1720 и 1736 гг. в чин благословения дома от пожара.
Социнианин Симон Будный использовал форму Егова в Катехизисе, изданном на западнорусском языке 10 июня 1562 года.
По мнению Т.Буткевича, хлысты в рамках кругового радения восклицают «О, Ега!». Это имя Ега Буткевич отождествляет с Иеговой.

## В искусстве и культуре
Слово (имя) «Иегова» можно найти на многих церковных алтарях и памятниках как периода Средневековья, так и периода Барокко — среди прочего в Норвегии, Швейцарии и Швеции. В 1606 году король Швеции Карл IX учредил Орден Иеговы.
Имя «Иегова» использовалось в произведениях многих поэтов и писателей. Например, в стихотворении Генриха Гейне «Валтасар» (1827 год), где описывается известный библейский сюжет — пир Валтасара (Даниил 5:1-31). В русском переводе, выполненном М. Л. Михайловым, оно передаётся как Егова.
В 1874 году в Эквадоре американский скульптор и коллекционер Герман Стрекер открыл новый вид бабочек рода Copiopteryx. Этот вид он назвал «Бабочкой Иеговы» — Copiopteryx jehovah.